# Consenso informato
Il consenso informato  nel campo medico, è una forma di autorizzazione che deve essere espressa da un paziente per ricevere un qualunque trattamento sanitario previa la necessaria informazione sul caso da parte del personale sanitario proponente.
La sua prima manifestazione risiede nelle tesi di Thomas Percival, che sostenne il diritto del paziente all'informazione quantunque questo diritto si scontrasse con l'inganno caritatevole per la salvaguardia della salute del malato.

## Normativa
Ai fini della sua valida espressione il malato ha il diritto/dovere di conoscere tutte le informazioni disponibili sulla propria salute e la propria malattia, potendo chiedere al medico, allo psicologo, all'infermiere o altro professionista sanitario tutto ciò che non è chiaro, e deve avere la possibilità di scegliere, in modo informato, se sottoporsi a una determinata terapia o esame diagnostico. Tale consenso costituisce il fondamento della liceità dell'attività sanitaria, in assenza del quale l'attività stessa costituisce reato. Il fine della richiesta del consenso informato è dunque quello di promuovere l'autonomia o libertà di scelta dell'individuo nell'ambito delle decisioni mediche.
Dal punto di vista normativo, l'art. 32 della Costituzione italiana sancisce che nessuno può essere obbligato ad un determinato trattamento sanitario se non per disposizione di legge, in sintonia con il principio fondamentale della inviolabilità della libertà personale (art. 13).
Il consenso informato non elimina la responsabilità del sanitario, che incorre nel reato di lesioni se il trattamento comporta una qualche menomazione temporanea o permanente, dal punto di vista organico o funzionale, non giustificata da patologie in essere che comportavano un maggiore rischio per la salute del paziente.
Principi simili sono validi anche in altre nazioni.
L'ordinamento giuridico italiano con la legge del 28 marzo 2001, n. 145 ha ratificato la Convenzione sui diritti umani e la biomedicina, firmata a Oviedo il 4 aprile 1997.
La convenzione di Oviedo dedica alla definizione del consenso il capitolo II (articoli da 5 a 9) in cui stabilisce come regola generale che:
- "Un intervento nel campo della salute non può essere effettuato se non dopo che la persona interessata abbia dato consenso libero e informato.
- Questa persona riceve innanzitutto una informazione adeguata sullo scopo e sulla natura dell'intervento e sulle sue conseguenze e i suoi rischi.
- La persona interessata può, in qualsiasi momento, liberamente ritirare il proprio consenso." (art. 5)

La Convenzione di Oviedo stabilisce inoltre la necessità del consenso di un "rappresentante" del paziente nel caso in cui questo sia un minore o sia impedito ad esprimersi. Infine la Convenzione stabilisce che "I desideri precedentemente espressi a proposito di un intervento medico da parte di un paziente che, al momento dell'intervento, non è in grado di esprimere la sua volontà saranno tenuti in considerazione."
Una direttiva dell'Unione europea del dicembre 2009 rende il consenso informato obbligatorio per tutti i tipi di vaccinazione, per tutti i cittadini. L'omesso consenso informato non è reato nel codice penale, ed è perseguibile solo in sede civile: l'eseguire una terapia, trattamento o un intervento chirurgico senza averne informato preventivamente il paziente, dà luogo ad un risarcimento danni che pagheranno il sanitario e la struttura sanitaria, per vizio del consenso e inadempimento contrattuale, a prescindere dalla loro corretta o magistrale esecuzione, e dal buon esito (Cassazione n. 3604/82, 12195/98, 9617/99). Il risarcimento sarà maggiorato del danno biologico, se poi si verifica un peggioramento temporaneo o permanente delle condizioni di salute dopo l'atto medico, e il querelante – che ha l'onere della prova – dimostra il nesso di causalità fra i due eventi, perché ad esempio il peggioramento riguarda alcune conseguenze prevedibili che sono descritte nello stesso consenso informato.

## Consenso scritto e verbale
Solitamente, Il consenso è previsto in forma scritta nei casi in cui l'esame clinico o la terapia medica possano comportare gravi conseguenze per la salute e l'incolumità della persona. Se il consenso è rifiutato, il sanitario ha l'obbligo di non eseguire o di interrompere l'esame clinico o la terapia in questione. Il consenso scritto è obbligatorio per legge in alcune situazioni definite: quando si dona o si riceve sangue, si partecipa alla sperimentazione di un farmaco o negli accertamenti di un'infezione da HIV, si è sottoposti ad anestesia, trapianto del rene tra viventi, interruzione volontaria della gravidanza, rettificazione in materia di attribuzione di sesso e nella procreazione medicalmente assistita.
Negli altri casi, soprattutto quando è consolidato il rapporto di fiducia tra il medico e l'ammalato, il consenso può essere solo verbale ma deve essere espresso direttamente al sanitario. Il consenso può essere revocato in ogni momento dal paziente e, quindi, gli operatori sanitari devono assicurarsi che rimanga presente per tutta la durata del trattamento: se la cura considerata prevede più fasi diverse e separabili, la persona malata deve dare il suo consenso per ogni singola parte di cura.
A seguito della legge n. 219 del 22 dicembre 2017, entrata in vigore il 31 gennaio 2018, "il consenso informato, in qualunque forma espresso, è inserito nella cartella clinica e nel fascicolo sanitario elettronico" (Legge 22 dicembre 2017, n. 219, art. 1, comma 4).
In merito ai diritti ed obblighi professionali del medico, l'art. 1 comma 6 afferma:
(art. 1, comma 6, legge n. 219/2017)

## Delega del consenso
Il consenso informato a una determinata cura può essere espresso da un'altra persona se questa è stata nominata dal paziente come fiduciario in base all'art.1 comma 3 legge 219/2017. Il fiduciario può ricevere le informazioni sanitarie ed esprimere il consenso informato invece del paziente. Titolare del bene giuridico tutelato è il paziente; se minore o incapace di intendere e di volere, il legale rappresentante.
Il consenso dei parenti prossimi non ha alcun significato legale. Qualora il paziente sia minore di 18 anni, al medico compete la decisione clinica che va adottata tenendo in conto l'opinione dei genitori (o del tutore) e, se il minore ha compiuto 14 anni, secondo la volontà del soggetto. In caso di urgenza e necessità, il dissenso dei genitori non deve condizionare l'operato medico.
Se vi è difformità fra la decisione del soggetto esercente la rappresentanza (genitore/i/tutore) di rifiuto di cure e diritto alla vita dell'incapace, il medico, non potendosi sostituire a lui, ha il dovere di informare il giudice tutelare affinché adotti i provvedimenti di urgenza e, nel caso di impossibilità di suo intervento, dovrà agire sulla base dello stato di necessità o del consenso presumibile di quest'ultimo.
Se il malato è maggiorenne ma è incapace di decidere, è il tutore legale a dovere esprimere il consenso alla cura. Ma la persona interdetta ha diritto ad essere informata e di veder presa in considerazione la sua volontà.

## Eccezioni all'obbligo del consenso
Le uniche eccezioni all'obbligo del consenso informato sono:
- le situazioni nelle quali la persona malata ha espresso esplicitamente la volontà di non essere informata;
- le condizioni della persona siano talmente gravi e pericolose per la sua vita da richiedere un immediato intervento di necessità e urgenza indispensabile. In questi casi si parla di consenso presunto;
- i casi in cui si può parlare di consenso implicito, per esempio per quelle cure di routine, o per quei farmaci prescritti per una malattia nota. Si suppone, infatti, che in questo caso sia consolidata l'informazione ed il consenso relativo;
- in caso di rischi che riguardano conseguenze atipiche, eccezionali ed imprevedibili di un intervento chirurgico, che possono causare ansie e timori inutili. Se, però, il malato richiede direttamente questo tipo di informazioni, il medico deve fornirle;
- i trattamenti sanitari obbligatori (TSO).

## Codice di Deontologia Medica
Il Codice di Deontologia Medica (2006) dedica alla informazione del paziente e al consenso del paziente l'intero Capo Quarto (articoli da 33 a 38)

## Codice Deontologico del Tecnico Sanitario di Radiologia Medica
Il Codice Deontologico del Tecnico Sanitario di Radiologia Medica (2004) dedica al "Consenso Informato" il capitolo 3° (articoli 3.4; 3.5 e 3.10)

## Responsabilità degli infermieri
Con l'entrata in vigore del Codice deontologico delle Professioni Infermieristiche (Aprile 2019), viene sostituito quello che era il Codice Deontologico dell'Infermiere (2009).
Il nuovo codice deontologico, in materia di consenso informato cita:
- Articolo 4 - [...] Si fa garante che la persona assistita non sia mai lasciata in abbandono coinvolgendo, con il consenso dell’interessato, le sue figure di riferimento, nonché le altre figure professionali e istituzionali.
- Articolo 17 - [...] L’Infermiere informa, coinvolge, educa e supporta l’interessato e con il suo libero consenso, le persone di riferimento, per favorire l’adesione al percorso di cura e per valutare e attivare le risorse disponibili.
- Articolo 20 - L’Infermiere rispetta la esplicita volontà della persona assistita di non essere informata sul proprio stato di salute. Nel caso in cui l’informazione rifiutata sia necessaria per prevenire un rischio per la salute di soggetti terzi, l’Infermiere si adopera a responsabilizzare l’assistito, fornendo le informazioni relative al rischio e alla condotta potenzialmente lesiva.
- Articolo 30 - L'Infermiere è responsabile della redazione accurata della documentazione clinica di competenza, ponendo in risalto l’importanza della sua completezza e veridicità anche ai fini del consenso o diniego, consapevolmente espresso dalla persona assistita al trattamento infermieristico.

Il Codice Deontologico dell'Infermiere Archiviato il 15 novembre 2012 in Internet Archive. (2009) tratta di informazione e consenso in diversi articoli, nell'ottica dell'assistenza olistica alla persona.
Rispetto al Precedente codice deontologico (1999), che prevedeva all'art. 4.5 che L'Infermiere, nell'aiutare e sostenere la persona nelle scelte terapeutiche, garantisce le informazioni relative al piano di assistenza e adegua il livello di comunicazione alla capacità del paziente di comprendere. Si adopera affinché la persona disponga di informazioni globali e non solo cliniche e ne riconosce il diritto alla scelta di non essere informato, in questa revisione viene data ampia enfasi al concetto di ascolto, prima ancora che di informazione.
In osservanza della Convenzione sui diritti dell'uomo e sulla biomedicina (Oviedo, 4 aprile 1997), ratificata in Italia con L. Legge 28 marzo 2001, n. 145, l'Infermiere riconosce e rispetta anche il diritto a non essere informato, pur salvaguardando la sicurezza della persona assistita e delle persone a lei vicine.
Gli articoli di interesse sono:
- Articolo 20 - L'infermiere ascolta, informa, coinvolge l'assistito e valuta con lui i bisogni assistenziali, anche al fine di esplicitare il livello di assistenza garantito e facilitarlo nell'esprimere le proprie scelte.
- Articolo 21 - L'infermiere, rispettando le indicazioni espresse dall'assistito, ne favorisce i rapporti con la comunità e le persone per lui significative, coinvolgendole nel piano di assistenza. Tiene conto della dimensione interculturale e dei bisogni assistenziali ad essa correlati.
- Articolo 22 - L'infermiere conosce il progetto diagnostico-terapeutico per le influenze che questo ha sul percorso assistenziale e sulla relazione con l'assistito.
- Articolo 23 - L'infermiere riconosce il valore dell'informazione integrata multiprofessionale e si adopera affinché l'assistito disponga di tutte le informazioni necessarie ai suoi bisogni di vita.
- Articolo 24 - L'infermiere aiuta e sostiene l'assistito nelle scelte, fornendo informazioni di natura assistenziale in relazione ai progetti diagnostico-terapeutici e adeguando la comunicazione alla sua capacità di comprendere.
- Articolo 25 - L'infermiere rispetta la consapevole ed esplicita volontà dell'assistito di non essere informato sul suo stato di salute, purché la mancata informazione non sia di pericolo per sé o per gli altri.

Tale ascolto ha ricadute anche per quanto riguarda le cosiddette direttive o dichiarazioni anticipate, ancora non normate in Italia (art. 36 - 37).